# پراویدنس (آرکانزاس)
پراویدنس (به انگلیسی: Providence) یک منطقهٔ مسکونی در ایالات متحده آمریکا است که در شهرستان وایت، آرکانزاس واقع شده‌است. پراویدنس ۱۵۳٫۹۳ متر بالاتر از سطح دریا واقع شده‌است.